# Daniele Cappellari (biathlonista)
Daniele Cappellari (ur. 27 marca 1997 w Tolmezzo) – włoski biathlonista, brązowy medalista mistrzostw świata juniorów w sztafecie z 2016 roku.

## Osiągnięcia

### Mistrzostwa świata juniorów
| Rok  | Miejscowość      | Konkurencje | Konkurencje | Konkurencje | Konkurencje | Konkurencje | Konkurencje | Konkurencje |
| Rok  | Miejscowość      | IN          | SP          | PU          | MS          | RL          | MR          | SR          |
| ---- | ---------------- | ----------- | ----------- | ----------- | ----------- | ----------- | ----------- | ----------- |
| 2016 | Cheile Grădiştei | 36.         | 29.         | 18.         | nd.         | 3.          | nd.         | nd.         |
| 2017 | Osrblie          | 39.         | 37.         | 36.         | nd.         | 9.          | nd.         | nd.         |
| 2018 | Otepää           | 5.          | 12.         | 19.         | nd.         | 4.          | nd.         | nd.         |
| 2019 | Osrblie          | 22.         | nd.         | nd.         | nd.         | nd.         | nd.         | nd.         |

### Mistrzostwa Europy
| Rok  | Miejscowość | Konkurencje | Konkurencje | Konkurencje | Konkurencje | Konkurencje | Konkurencje | Konkurencje |
| Rok  | Miejscowość | IN          | SP          | PU          | MS          | RL          | MR          | SR          |
| ---- | ----------- | ----------- | ----------- | ----------- | ----------- | ----------- | ----------- | ----------- |
| 2019 | Mińsk       | 53.         | 65.         | nd.         | nd.         | nd.         | nd.         | 12.         |

### Puchar Świata

#### Miejsca w klasyfikacji generalnej
| Sezon     | Miejsce |
| --------- | ------- |
| 2017/2018 | –       |
| 2018/2019 | –       |
| 2019/2020 | –       |